# リバー
リバー（ربا ribā）とは、イスラームにおいて利子を指す言葉。アラビア語で「増加する」「大きくなる」という意味のラバー（ربا rabā）から派生した語である。
シャリーア（イスラーム法）におけるリバーという語は、西洋的な利子の概念よりも広い意味範囲を持ち、売手と買手の間の公平でない不当な取引による利益、あるいは不労所得として得られる利益のすべてに適用される。リバー禁止の根拠としては、公平性や不労所得の他にイスラーム特有の所有権、等価交換なども関係するため、近代以前のリバー概念を利子の文脈だけで解釈するのは困難である。
イスラームでは、商業の成否は当事者の才覚によるとして、商人による判断を知的労働と捉えて利潤の追求を正当なものとした。イスラーム発祥地での商業の基本的パターンのひとつが、キャラバンによる長距離交易だったことが、商業を不労所得と捉えない観念と関係している。

## クルアーンの言葉
クルアーンによれば、商業による利潤の追求を是とする一方で、利子については厳しく禁じている。

## リバー論の歴史
クルアーンの章句には、リバーが含まれる経済活動について具体的な言及が少ないこともあり、預言者ムハンマド以降の法学者たちはリバーについて議論を行ってきた。ムハンマドの言行を記録したハディースには具体的な記述があるため、それをもとにリバーの体系化が進んだ。
リバー概念が発祥した経緯については、現在では大きく2つの学説がある。1つは、イスラームの理念からリバー禁止が導かれたとする説がある。弱者から搾取することの禁止や、公正な経済活動の重視などの理念から来たとする説である。もう1つはユダヤ教徒の影響を重視するものである。ヒジュラ当時のマディーナにおいて、預言者ムハンマドがユダヤ教徒の利子を非難したのがリバー禁止のきっかけとする説がある。また、ユダヤ教徒の規範にある利子の禁止を援用したとする説もある。
スンナ派のイスラーム法学では、リバーの種類を、剰余のリバーと期限のリバーの2つに分ける。どのような財を、どのようなタイミングで交換するかが重要となる。シーア派のイスラーム法学では、スンナ派ほどにはリバーに関する議論は多くない。ジャアファル学派においては、カルドのリバー、カルド以外のリバー、家族内やズィンミーとの取引におけるリバーの3つに分けている。

## リバーの範疇
リバーの禁止には2つの範疇がある。等量交換に反する剰余のリバーと、同時交換に反する期限のリバーである。法学派によってリバーに抵触する財の分類や取引の条件は異なるが、貨幣財同士の交換においては同時等量等質以外の取引が制約され、非貨幣財については自由な取引が可能であった。このため、リバー概念は経済活動を実物財市場へ向ける効果がある。
同種の取引は同量（重さと体積）であること、そうでなければ不等の部分をリバー・ファドルと呼ぶ。利子禁止を語った預言者ムハンマドの言葉の後段に「異種間では自由に交換せよ」となっていることから、同種同重量の交換は、取引以外であることを強調したものであるとする。
さらに一旦契約を締結した後、同時交換（売買物と代金の引渡し）がなされない場合には債権（債務）が生じる。その場合、支払い（引渡し）猶予による増額支払を行った場合に、それをリバー・ナシーァと呼ぶ。同時交換ができず、債務となった支払に最初に取り決めた支払方法の変更が生じると、利子取得行為となる。この根拠はハディースをより尊重するマーリク派の『ムワッタ』に記載されている。

## 利率との関係
クルアーンで禁止されているリバーは、利子一般を指す語であるが、高利の意味にも用いられる。この単語の解釈はウラマーらの間でも分かれる。
狭義の解釈によるリバーは高利のみを指し、広義の解釈では、あらかじめ定められた率の利子すべてを指す。前者の解釈によれば、非常な高利でない限り、有利子の金融活動をイスラームの枠内で行うことは可能になる。しかし大勢では、リバーは定率の利子そのものを指すと捉え、有利子経済活動全体が禁じられていると考えられている。
イスラーム的な経済を進める上でウラマーらが検討を進める際、利子については一定利率であるという点が特に注目される。いくつもあるヒヤル（利子禁止規定を回避する方法）のうち大部分は、一定利率ではないという点から、これは利子ではないとして行われていた。しかし、ヒヤルを用いれば有利子金融を容認しうるにもかかわらず、ムスリムの多くはリバーについてそのような対応を正しいとは考えていないと言われる。無利子で運営されるイスラム銀行の設立も、こうした背景が一因にあると考えられている。

## ムダーラバとの関係
取引における利子と、借金（消費貸借）の利子との間をつなぐものは、ムダーラバやキラードと呼ばれる元資本補充を前提とした投資貸付にある。キラードは収益を経常収支として計上し、イスラーム暦に従って年度ごとに収益を計算して出資者と事業者の間で分配する「投資貸付方式」である。この方式は、利子取得ではなく収益分配である。資本が補充できなくなった場合や事業を終了した場合に原資本を返済できなければ債務となる。これには利子がつかないが、債務として遺産相続者の系譜に引き継がれる返済が履行される。こうした債務に対して、肩代わり（ハワーラ）や債権者による免除が実行される場合もある。